# Haaz
Haaz was een van de mascottes van de Walibi (Walibi Sud-Ouest, Walibi Belgium, Walibi Rhône-Alpes en Walibi Holland) parken. Hij werd met de start van het seizoen 2011 geïntroduceerd.

## Algemene informatie
Haaz werd geïntroduceerd in 2011. In het verhaal van Walibi, was Haaz de gitarist van de Walibi Adventure Band. De Walibi Adventure Band was de rivaliserende band met de SkunX-band. Walibi was de leider van de Walibi Adventure Band terwijl zijn tweelingbroer aanvoerder was van de SkunX band. Deze twee bands strijden tegen elkaar in Walibi Holland tijdens de show Rockstars: The Battle. Ook was Haaz stapelverliefd op Fibi, de zangeres van W.A.B. (Walibi Adventure Band), maar dit was niet wederzijds.

## Trivia
- In Walibi Holland is Haaz' Garage vernoemd naar Haaz. Tussen 2005 tot en 2010 werd deze attractie Rocky's Trucks en werd rondom Rocky de Bever gethematiseerd.

Afbeeldingen · Geschiedenis van Walibi Belgium
Afbeeldingen · Lijst van attracties